# П'ятикомірник
| П'ятикомірник                                                                 | П'ятикомірник                     |
| ----------------------------------------------------------------------------- | --------------------------------- |
| Діаграма Шлегеля: проєкція (перспектива) п'ятикомірника в тривимірний простір |                                   |
| Тип                                                                           | Правильний чотиривимірний політоп |
| Символ Шлефлі                                                                 | {3,3,3}                           |
| Комірок                                                                       | 5                                 |
| Граней                                                                        | 10                                |
| Ребер                                                                         | 10                                |
| Вершин                                                                        | 5                                 |
| Вершинна фігура                                                               | Правильний тетраедр               |
| Двоїстий політоп                                                              | Він же (самодвоїстий)             |

Проєкція п'ятикомірника в тривимірний простір

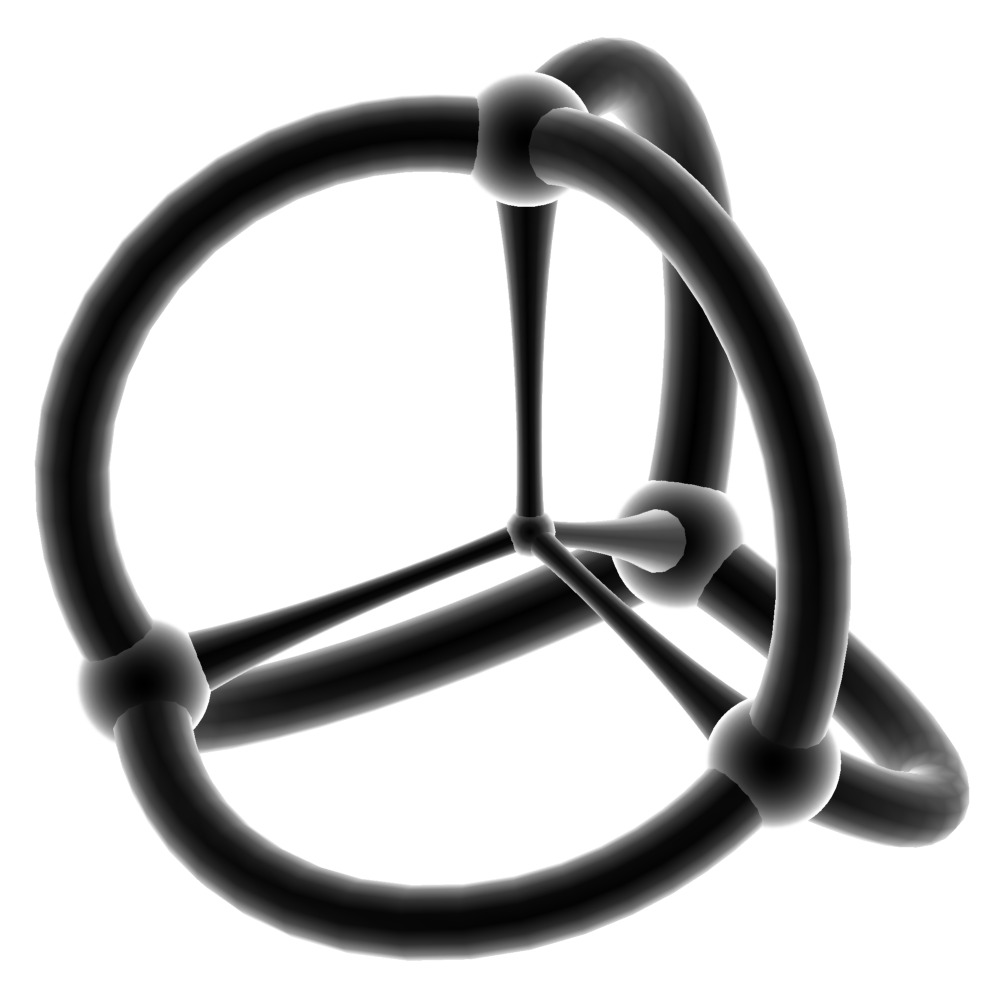
Стереографічна проєкція п'ятикомірника

П'ятикомірник, або пентахор (від дав.-гр. πέντε — «п'ять» і χώρος — «місце, простір»), — один з правильних багатокомірників у чотиривимірному просторі: правильний чотиривимірний симплекс.
Відкритий Людвігом Шлефлі в середині 1850-х років. Символ Шлефлі п'ятикомірника — {3,3,3}.
Є двоїстим сам собі. На відміну від п'яти інших правильних багатокомірників, не має центральної симетрії.
Використовується у фізико-хімічному аналізі для вивчення властивостей багатокомпонентних систем.

## Опис
Обмежений 5 тривимірними комірками — однаковими правильними тетраедрами. Будь-які дві комірки — суміжні; кут між ними дорівнює {\displaystyle \arccos \,{\frac {1}{4}}\approx 75{,}52^{\circ }.}
Його 10 двовимірних граней — однакові правильні трикутники. Кожна грань розділяє 2 прилеглі до неї комірки.
Має 10 ребер рівної довжини. На кожному ребрі сходяться по 3 грані й по 3 комірки.
Має 5 вершин. У кожній вершині сходяться по 4 ребра, по 6 граней і по 4 комірки. Будь-які 2 вершини з'єднані ребром; будь-які 3 вершини належать одній грані; будь-які 4 вершини належать одній комірці.
П'ятикомірник можна розглядати як правильну чотиривимірну піраміду з тетраедричною основою.

## У координатах

### Перший спосіб розташування
П'ятикомірник можна розмістити в декартовій системі координат так, щоб його вершини мали координати {\displaystyle (1;1;1;0),} {\displaystyle (1;-1;-1;0),} {\displaystyle (-1;1;-1;0),} {\displaystyle (-1;-1;1;0),} {\displaystyle (0;0;0;{\sqrt {5}}).}
При цьому точка {\displaystyle \left(0;0;0;{\frac {\sqrt {5}}{5}}\right)} буде центром вписаної, описаної і піввписаної тривимірних гіперсфер.

### Другий спосіб розташування
У п'ятивимірному просторі можливо розмістити п'ятикомірник так, щоб усі його вершини мали цілі координати: {\displaystyle (1;0;0;0;0),} {\displaystyle (0;1;0;0;0),} {\displaystyle (0;0;1;0;0),} {\displaystyle (0;0;0;1;0),} {\displaystyle (0;0;0;0;1).}
Центром вписаної, описаної і напіввписаної гіперсфер при цьому буде точка {\displaystyle \left({\frac {1}{5}};{\frac {1}{5}};{\frac {1}{5}};{\frac {1}{5}};{\frac {1}{5}}\right).}.

## Метричні характеристики
Якщо п'ятикомірник має ребро довжини {\displaystyle a,} то його чотиривимірний гіпероб'єм і тривимірна гіперплоща поверхні виражаються відповідно як
{\displaystyle V_{4}={\frac {\sqrt {5}}{96}}\;a^{4}\ \approx 0{,}0232924a^{4},}
{\displaystyle S_{3}={\frac {5{\sqrt {2}}}{12}}\;a^{3}\approx 0{,}5892557a^{3}.}
Радіус описаної тривимірної гіперсфери (що проходить через усі вершини багатокомірника) при цьому буде дорівнює
{\displaystyle R={\frac {\sqrt {10}}{5}}\;a\approx 0{,}6324555a,}
радіус зовнішньої напіввписаної гіперсфери (дотикається до всіх ребер у їхніх серединах) —
{\displaystyle \rho _{1}={\frac {\sqrt {15}}{10}}\;a\approx 0{,}3872983a,}
радіус внутрішньої напіввписаної гіперсфери (дотикається до всіх граней у їхніх центрах) —
{\displaystyle \rho _{2}={\frac {\sqrt {15}}{15}}\;a\approx 0{,}2581989a,}
радіус вписаної гіперсфери (дотикається до всіх комірок у їхніх центрах) —
{\displaystyle r={\frac {\sqrt {10}}{20}}\;a\approx 0{,}1581139a.}

## Неправильні п'ятикомірники
Іноді словом «п'ятикомірник» може позначатися не тільки правильний, але й довільний чотиривимірний симплекс.